# Circonscription de Digo-Tsiyon
La circonscription de Digo-Tsiyon est une des 135 circonscriptions législatives de l'État fédéré Amhara, elle se situe dans la Zone Est Godjam. Son représentant actuel est Ababu Berlie Ayele.